# Anna-Lisa Tejert
May Anna-Lisa Rebecka Tejert, född 15 maj 1918 i Göteborg, död där 10 augusti 1994, var en svensk målare, tecknare och bibliotekarie.
Tejert studerade vid Slöjdföreningens skola 1943–1944, Valands konstskola 1945–1948 och Hovedskous målarskola 1948–1950 samt som privatelev för Hjalmar Eldh. Tillsammans med Eivor Lindberg ställde hon ut på Galerie Maneten i Göteborg. Hon medverkade i Göteborgs konstförenings utställningar på Göteborgs Konsthall och Nya Mässhuset i Göteborg samt en utställning med västsvenska tecknare på Galleri Maneten i Göteborg. Hennes konst består av skiftande motiv med bland annat porträtt och landskap utförda i olja, akvarell, blyerts, svartkrita och kol. Vid sidan av sitt konstnärskap arbetade hon som bibliotekarie och lärare i maskinskrivning. Tejert är representerad vid Göteborgs polishus.